# Lestes tenuatus
Lestes tenuatus är en trollsländeart som beskrevs av Jules Pièrre Rambur 1842. Lestes tenuatus ingår i släktet Lestes och familjen glansflicksländor. Inga underarter finns listade i Catalogue of Life.